# Pandanus tenuifolius
 (août 2025).
Espèce
Pandanus tenuifolius est une espèce de plantes à fleurs de la famille des Pandanaceae. C'est un arbuste ou un arbre endémique de Rodrigues et qui pousse principalement dans le biome tropical humide.

## Description

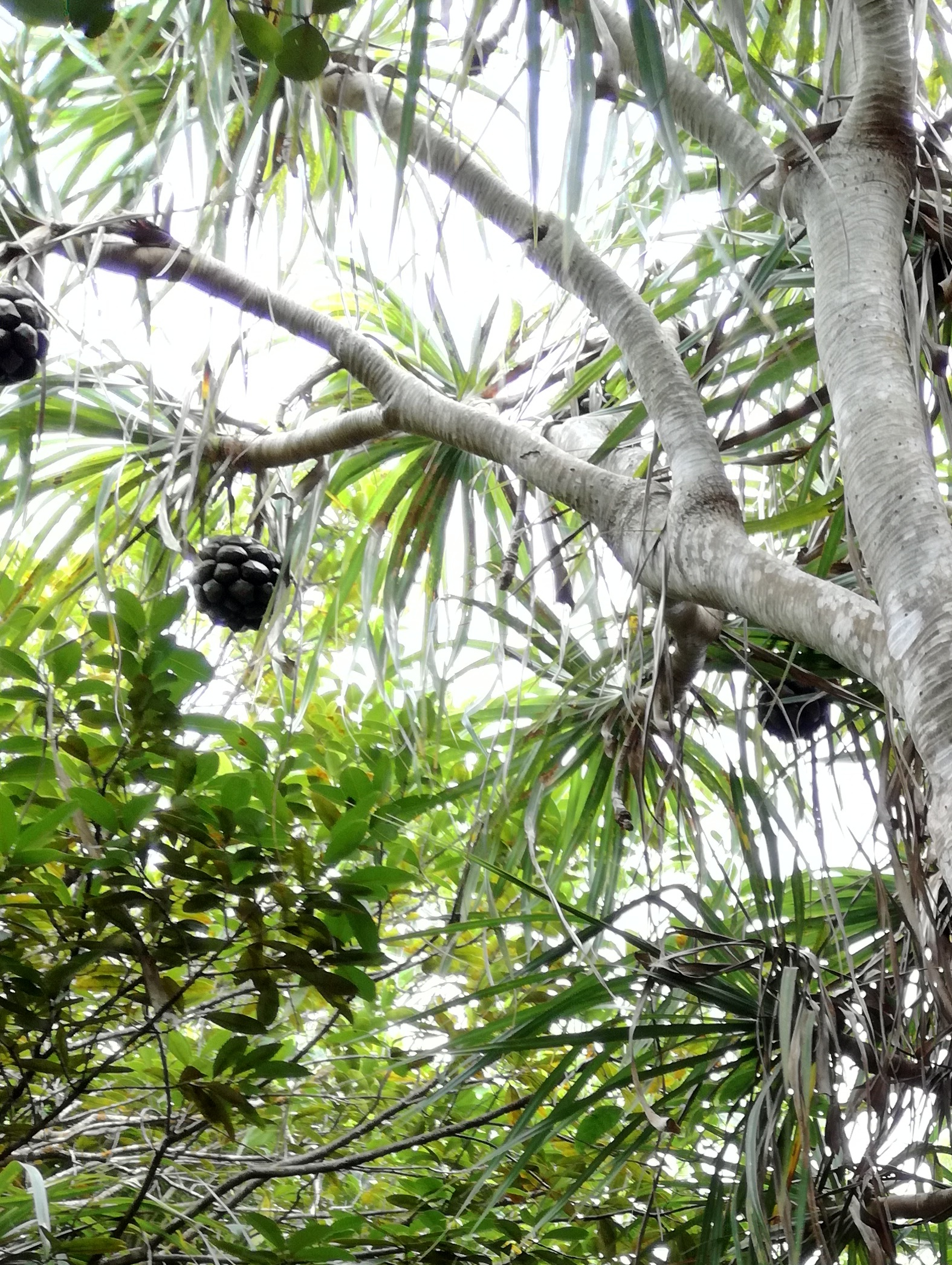

Cette petite espèce atteint 5 m de haut et possède relativement peu de branches, disposées à angle aigu par rapport à son tronc lisse. Les capitules sont petits de 7 à 12 cm de diamètre, arrondis et ne portent chacun que 15 à 45 drupes. L'extrémité exposée de chaque drupe est lisse et arrondie, et elle mûrit en une couleur rouge foncé uniforme.

## Répartition et habitat
Cette espèce est endémique de l'île Rodrigues. On la trouve principalement en petits groupes sur les hautes montagnes et les pentes des vallées de l'île, où elle partage son habitat avec l'autre espèce endémique de Pandanus, le plus robuste Pandanus heterocarpus. Les habitants de l'île utilisent les feuilles des ces deux espèces pour leurs fibres et pour la fabrication de toits, de chapeaux ou de paniers.
L'espèce exotique introduite Pandanus utilis, originaire de Madagascar, pousse également à Rodrigues et peut être confondue avec cette espèce.

## Dénomination
Cette plante porte le nom vernaculaire anglais de Vacoa chevron.

## Statut de conservation
Pandanus tenuifolius a été évalué en 2021 pour la Liste rouge des espèces menacées de l'UICN et est classé comme espèce en danger critique d'extinction selon les critères B1ab(i,ii,iii,iv,v) ; C2a(ii).

## Systématique
Le nom correct complet (avec auteur) de ce taxon est Pandanus tenuifolius Balf.f..
Pandanus tenuifolius a pour synonyme :
- Pandanus pynaertii Warb.